# Edward Smith Parsons
Edward Smith Parsons (* 9. August 1863 in Brooklyn; † 1943 in Cambridge (Massachusetts)) war ein US-amerikanischer Hochschullehrer (Anglistik).
Parsons kam aus angesehener Familie, zu der auch der Beauftragte für Indianerfragen in der Regierung von Ulysses S. Grant Edward Parmelee Smith zählte (daher hatte er seinen Zusatznamen Smith). Dieser war der Cousin seiner Mutter.
Edward Smith Parsons hatte einen Abschluss in Theologie, war Geistlicher der Kongregationalisten und war Anfang des 20. Jahrhunderts in einer christlichen sozialen Bewegung (Social Gospel) aktiv. Er war Dekan am Colorado College. 1919 wurde er zum Präsidenten des Marietta College in Marietta (Ohio) gewählt, der er bis 1936 blieb. In den Jahren 1923/24 war er Präsident der Ohio College Association.
Er war Anglist und veröffentlichte unter anderem über John Milton.
Sein Sohn war Talcott Parsons.